# Уругвай на літніх Олімпійських іграх 1968
Уругвай брав участь у Літніх Олімпійських іграх 1968 року у Мехіко (Мексика) удесяте за свою історію, але не завоював жодної медалі.